# Кореябу
Кореябу́ (англ. koreaboo) — термін, що вживається на позначення людини некорейського походження, яка одержима культурою Південної Кореї, найчастіше музикою кей-поп(k-pop) та корейськими серіалами- дорамами; вживається лише в негативному значенні та стосується виключно фанатиків корейської культури. Кореябу найчастіше ідентифікують себе як людей корейського етносу та намагаються стати схожими на корейців в плані зовнішності та поведінки.

## Походження
Кореябу є сленговим словом, точного походження якого визначити не можливо, оскільки вперше воно набуло  популярності у  Твіттері, де його  у ході постійних  обговорень новин корейської сфери розваг  почали використовувати користувачі цієї соціальної  мережі. Існує версія, що кореябу походить від слова віабу(англ.weeaboo),що означає "людина, яка залежна від японської культури та визнає лише її." Віабу також не є людьми японського походження, які повністю відкидають та не визнають існування культури країни, в якій народились та сприймають віртуальність світу аніме та манги за реальність.

## Особливості поведінки
Характерними ознаками кореябу є постійне використання егйо - поведінки, яка виражається ніжним та дитячим голосом, милою мімікою та жестами. Кореябу у повсякденному житті використовують корейські звертання до інших людей(хьон (кор. 형 [hyŏng], онні(кор. 언니 [ŏnni], оппа (кор. 오빠 [oppa] і т.д),а також  різні слова та фрази  корейською під час розмови. Вони вірять в ідеалізований світ ,відтворений у кей-поп та дорамах та заперечують наявність вад корейського суспільства. Часто кореябу змінюють зовнішність шляхом пластичних операцій , щоб стати схожими на людей корейського етносу.